# Robert Fuchs

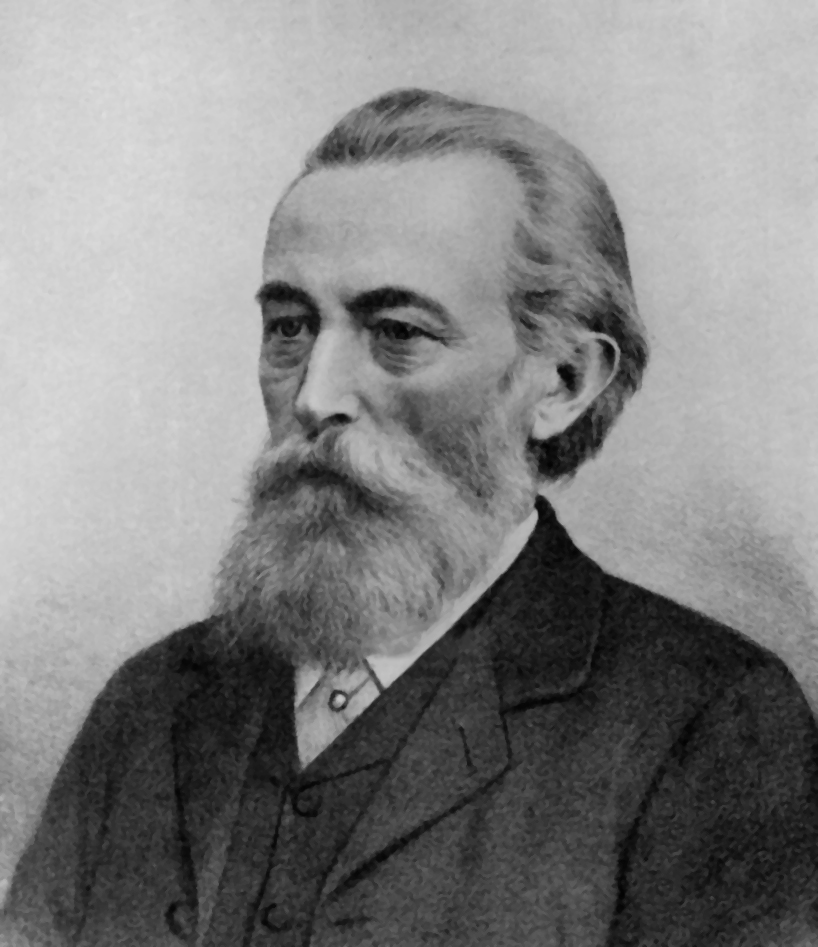
Robert Fuchs

Robert Fuchs (n. 15 februarie 1847, Frauental an der Laßnitz⁠(d), Stiria, Austria – d. 19 februarie 1927, Viena, Republica Austriacă) a fost un compozitor și profesor de muzică din Austria. În calitate de profesor de teorie muzicală la Conservatorul de la Viena, Fuchs a învățat mulți compozitori notabili, în timp ce el a fost el însuși un compozitor foarte apreciat în viața sa.

## Biografie
S-a născut în Austria în 1847. A studiat la Conservatorul de la Viena cu Felix Otto Dessoff și Joseph Hellmesberger, printre alții. În cele din urmă, a asigurat o funcție de predare și a fost numit profesor de teorie muzicală în 1875. El a păstrat funcția până în 1912. A murit la Viena în 1927.
A fost cel mai tânăr frate al lui Johann Nepomuk Fuchs, care a fost și compozitor și dirijor de operă.
Robert Fuchs a învățat mulți compozitori notabili

## Notabilitate
„În mod imposibil de tonifiant și plăcut, triosul de pian al lui Robert Fuch este un mod ușor accesibil de a cunoaște un compozitor pe care Brahms îl admira foarte mult”, a menționat revista Gramophone. "Pe vremea lui, Fuchs a fost foarte apreciat, cu un critic care a arătat în mod celebru către Fuchsismele din a doua simfonie a lui Mahler."
Motivul pentru care compozițiile sale nu au devenit mai cunoscute a fost în mare măsură faptul că a făcut prea puțin pentru a le promova, trăind o viață liniștită la Viena și refuzând să organizeze concerte, chiar și atunci când au apărut oportunitățile. Cu siguranță a avut admiratorii săi, printre aceștia Brahms, care aproape niciodată nu a lăudat lucrările altor compozitori. În ceea ce privește Fuchs, Brahms a scris: „Fuchs este un muzician splendid, totul este atât de fin și atât de iscusit, atât de fermecat inventat, încât unul este întotdeauna mulțumit. ”Factorii dirijori contemporani, printre care Arthur Nikisch, Felix Weingartner și Hans Richter, și-au susținut lucrările când au avut ocazia, dar cu puține excepții, muzica lui de cameră a fost considerată cea mai fină operă a sa.
În timpul vieții sale, cele mai cunoscute opere ale sale au fost cele cinci serenade ale sale; Popularitatea lor a fost atât de mare încât Fuchs a dobândit porecla de "Serenaden-Fuchs" (aproximativ, "Serenader Fox"). Serenadele au fost înregistrate de Orchestra de Cameră din Köln sub Christian Ludwig pentru Naxos